# Kadéï
Kadéï – rzeka w Kamerunie i Republice Środkowoafrykańskiej. Zasilana przez dwa dopływy - Boumbé i Doumé. Wypływa z Wyżyny Adamawa. W Republice Środkowoafrykańskiej po spotkaniu Mambéré tworzy Sanghę.